# تلقی ما از اتفاقات
تلقی ما از اتفاقات (به انگلیسی: Our Version of Events) اولین آلبوم استودیویی از هنرمند اهل بریتانیا امیلی ساندی است.
این آلبوم در چارت‌های اسکاتلند، ایرلند، و بریتانیا در رتبه اول و در چارت‌های فرانسه، آلمان، هلند، دانمارک، فنلاند، فلاندرز، سوئیس، نیوزلند جزو ده آلبوم اول قرار گرفت. این آلبوم با فروش بیش از یک میلیون نسخه در بریتانیا پر فروش‌ترین آلبوم سال ۲۰۱۲ شد. این آلبوم هفت هفته در چارت بریتانیا اول بود.